# Eugène-Ernest Hillemacher
Pour les articles homonymes, voir Hillemacher.

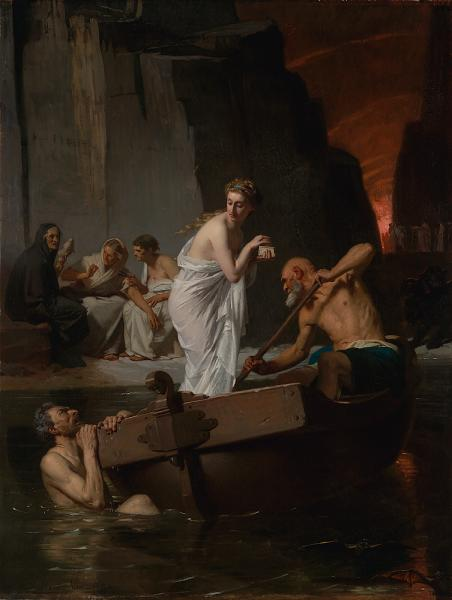
Psyché aux enfers (1865), National Gallery of Victoria, Melbourne.

Eugène-Ernest Hillemacher  est un peintre français, né à Paris le 13 octobre 1818 et mort dans la même ville le 3 mars 1887.
Portraitiste et peintre d’histoire et de genre, Hillemacher appartient au courant dit de la peinture académique, entre la monarchie de Juillet, le Second Empire et la troisième République.

## Biographie
Fils de Jean Guillaume Hillemacher (1784-1867), directeur de la Compagnie des quatre canaux, poète et fabuliste, chevalier de la Légion d'honneur, et de Wilhelmine Christine Faber, il est élève de Léon Cogniet à l’École des beaux-arts de Paris à partir de 1838 et débute au Salon en 1840 avec Cornélie, mère des Gracques et Cuirassier au repos. Par la suite, il continue à prendre part activement aux expositions parisiennes avec tableaux d’histoire, de genre et des portraits. Les seconds lui valent un franc succès auprès du public et de nombreuses commandes. Plusieurs de ses œuvres ont été reproduites en héliogravure tels Molière consultant sa servante, Philippe IV et Vélasquez, Morlimer et Richard Plantagenêt, La Partie de Whist, Boileau et son jardinier, Les Oies de Frère Philippe, qui le rendent populaire.
Hillemacher obtient une médaille de seconde classe en 1848 et de première classe en 1861 et 1863.
Il est nommé chevalier de la Légion d’honneur en 1865. Son frère, Frédéric-Désiré, est surtout connu comme graveur.
Hillemacher se marie en 1850 avec Isabelle Julie Antoinette Oosterlinck. Ses deux fils, Paul et Lucien, font une belle carrière comme compositeurs, tous deux prix de Rome (1876 et 1880). 
Eugène-Ernest Hillemacher meurt à son domicile du 46 boulevard Magenta, dans le 10e arrondissement, le 3 mars 1887 à midi. Le fonds de son atelier est vendu à l'hôtel Drouot, le 7 mai suivant.

## Œuvres
- Salon de 1840[c] : Cornélie, mère des Gracques[3],[d]
- Salon de 1841[e] : Cuirassier au repos, Des enfants jouent avec son cheval[4]
- Salon de 1842 : Saint Sébastien mourant secouru par les saintes femmes ; Portrait de M. S…
- Salon de 1843 : Paul[5],[f] ; la leçon de dessin[6] ; Autoportrait[7]
- Salon de 1844 : Portrait de M. H…[8]
- Salon de 1845[g] : La Madeleine au sépulcre[9],[h] ; la Fortune et le jeune enfant[10],[i]
- Salon de 1847[j] : Le vieillard et ses enfants[11],[k] ; Un paysan de la campagne de Rome, tête d'étude[12] ; Une femme d'Albano, tête d'étude[13]
- Salon de 1848 : Un confessionnal de l'église Saint-Pierre, à Rome, le dimanche de Pâques[14] ; Petits pêcheurs napolitains jouant aux osselets[15] ; Jeune paysanne italienne jouant à la fontaine[16] ; Tête de femme, costume de Gaëte, étude[17] ; Porteuses d'eau à Venise, dans la cour du palais ducal[18] ; Une boutique d'acquarollo, à Palerme[19] ; Portrait de M. B.[20] ; Portrait de M. le capitaine D…[21],[l]
- Salon de 1849[m] : Scène d'invasion en 1814[22],[n] Godiva.[23],[o] ; Joueurs d'échecs sous Louis XIII[24]
- Salon de 1850 : le satyre et le passant[25],[p] ; Psychée transportée par Zéphyre[26] ; Un souper de bal masqué[27] ; Portrait de M. W…[28],[q]
- Salon de 1852 : Les assiégés de Rouen en 1418[29] ; Don Juan et la statue du commandeur[29] ; Une séance de quatuor[29]
- Salon de 1853 : Clotilde de Surville[30],[r] ; Le voyage de Vert-Vert[31] ; Portrait de M. G..., architecte[32],[s].
- Salon de 1855 : Le voyage de Vert-Vert (appartient à l'impératrice, Salon de 1853)[33] ; Le dimanche des Rameaux[34] ; La mort du zouave[35] ; Rubens faisant le portrait de sa femme Helena Formann[36] ; La leçon du tambour[37] ; le satyre et le passant[38] ; Un confessionnal de l'église Saint-Pierre, à Rome, le dimanche de Pâques[39]
- Salon de 1857 : La Sainte famille[40] ; Une jeune mère[40] ; Les deux écoliers de Salamanque[40] ; La partie de Whist[40] ; Le petit garde-malade[40]
- Salon de 1859 : L'enfance de Jupiter ; Molière consultant sa servante ; Boileau et son jardinier ; La prière du matin ; La partie de billard ; Portrait de Mme O…[t] ; Portrait du fils de l'artiste
- Salon de 1861 : Un cierge à Notre-Dame des Douleurs dans l'église Saint-Laurent à Paris[41] ; Présentation du Poussin au roi Louis XIII par Cinq-Mars (appartient à la Société des amis des arts à Lyon)[41] ; Jean Gutenberg, aidé de Jean Fust orfèvre de Mayence, fait ses premières épreuves typographiques[41] ; James Watt[41] ; La poste enfantine[41] ; Les bulles de savon[41]
- Salon de 1863 : L'empereur Napoléon Ier avec Goethe et Wieland (1808)[42] ; Antoine rapporté mourant à Cléopâtre (musée de Grenoble)[42] ; Les deux Corneille[42]
- Salon de 1864 : Philippe IV, roi d'Espagne et Velazquez[43] ; Don Juan[43]
- Salon de 1865 : Psyché aux enfers ; Les amateurs de bouquins
- Salon de 1866 : Marguerite d'Anjou[44] ; L'indécision[44]
- Salon de 1867 : Le jeune Mozart ; Portrait de Mme D…[u]

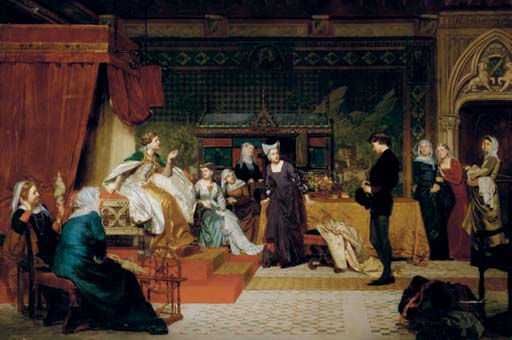
Le petit Jehan de Saintré et la Dame des belles cousines (1868), œuvre non localisée.

- Salon de 1868 : Le petit Jehan de Saintré et la Dame des belles cousines[45],[v] ; Souvenirs (appartient à M. Ed. Moore)[45]

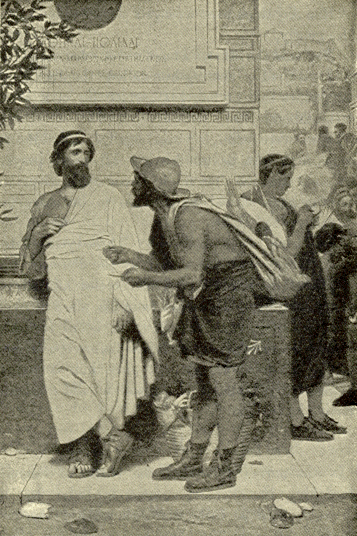
Aristide et le paysan (1869), musée des beaux-arts de Dijon.

- Salon de 1869 : Aristide et le paysan[46],[w] ; Portrait de Mme A. S…[46]
- Salon de 1870 : Les oies du Frère Philippe ; Portrait de M. E. S…
- Salon de 1872 : Latone ; Tre amici
- Salon de 1873 : Le bourgeois gentilhomme et ses professeurs ; Jameray-Duval
- Salon de 1874 : Le jeune Turenne ; Le coffre de mariage, époque de Louis XIII ; Voisinage
- Salon de 1875 : La Belle au bois dormant ; Un repas de famille en Picardie, souvenir du bourg d'Ault ; Portrait de Mlle LH[x].
- Salon de 1876 : Entrée des Turcs dans l'église Sainte-Sophie, lors de la prise de Constantinople en 1453 ; Le ménage du serrurier, souvenir du bourg d'Ault, Somme (appartient à Mme Longueville)
- Salon de 1877 : Archimède ; Phidias
- Salon de 1878 : Julien de Médicis (1468) ; Portrait de M. L. H…[y]
- Salon de 1879 : Astolphe et Joconde interrogent la Fiammetta ; Picola moneta ? paysans de la campagne de Rome
- Salon de 1880 : Tarpéna[47],[z] ; Portrait de Mme C. P…[48],[aa]
- 1881 : Cornely de Wit torturé[49], huile sur toile, Bourgmestre de Dordrecht, Pays-Bas.[réf. nécessaire]

### Collections publiques
- Hélène délivrée par ses frères Castor et Pollux, D'après le tableau de Léon Cogniet pour le Grand Prix de Rome de 1817, entre 1838 et 1845, huile sur toile, 40,7 x 32,5 cm, musée des Beaux-Arts d'Orléans[50]
- Œdipe et Antigone s'exilant de Thèbes, Tableau définitif pour le concours du Prix de Rome de 1843, huile sur toile, 115 x 147 cm, musée des Beaux-Arts d'Orléans[51]
- Portrait de Prud'hon, d'après Prud'hon, 1860, gravure sur papier, 14 x 11 cm, Gray, musée Baron-Martin
- Portrait de madame Drouillard de la Marre, 1860, huile sur toile, 144,2 x 95,4 cm, musée des beaux-arts de Brest[52]